# Eugen Jegorov
Eugen Jegorov, někdy též Evžen Jegorov (9. října 1937 Praha – 28. prosince 1992 Praha), byl český jazzový hudebník (saxofonista a klarinetista) a herec.

## Role
- Zločin v šantánu (1968)
- Skřivánci na niti (1969)
- Šest černých dívek aneb Proč zmizel Zajíc? (1969)
- Nevěsta (1970)
- Homolka a tobolka (1972) (Burda)
- Pan Tau (1972) TV
- Byli jednou dva písaři (1973) TV
- Na samotě u lesa (1976) (myslivec)
- Arabela (1979) TV
- Útěky domu (1980)
- Pátek není svátek (1980)
- Lucie, postrach ulice (1980) TV (montér)
- Řetěz (1981) (Mikeš)
- Matěji, proč tě holky nechtějí? (1981) (Cupal)
- Návštěvníci (1983) TV (Karel Bernau)
- Slavnosti sněženek (1983) (drogista)
- Cesta kolem mé hlavy (1984) (Vencl)
- Vesničko má středisková (1985) (hrobník a kameník Brož)
- Slavné historky zbojnické (1986) TV
- Blázni a děvčatka (1988)
- Chobotnice z II. patra (1988)
- Panoptikum města pražského (1989/1991) TV
- Nemocný bílý slon (1989)
- Křížová vazba (1990)
- O zapomnětlivém černokněžníkovi (1991)
- Dobrodružství kriminalistiky (1991) TV
- Digitální čas (1991)
- Jonáš, Melichárková a pavilon (1991)
- Klauni a vlastenci (1991)
- Správná šestka (1992) (mini)
- Hříchy pro pátera Knoxe (1992) TV
- Kačenka a zase ta strašidla (posmrtně)
- O zvířatech a lidech (posmrtně)